# Grutas de Xtacumbilxunaán

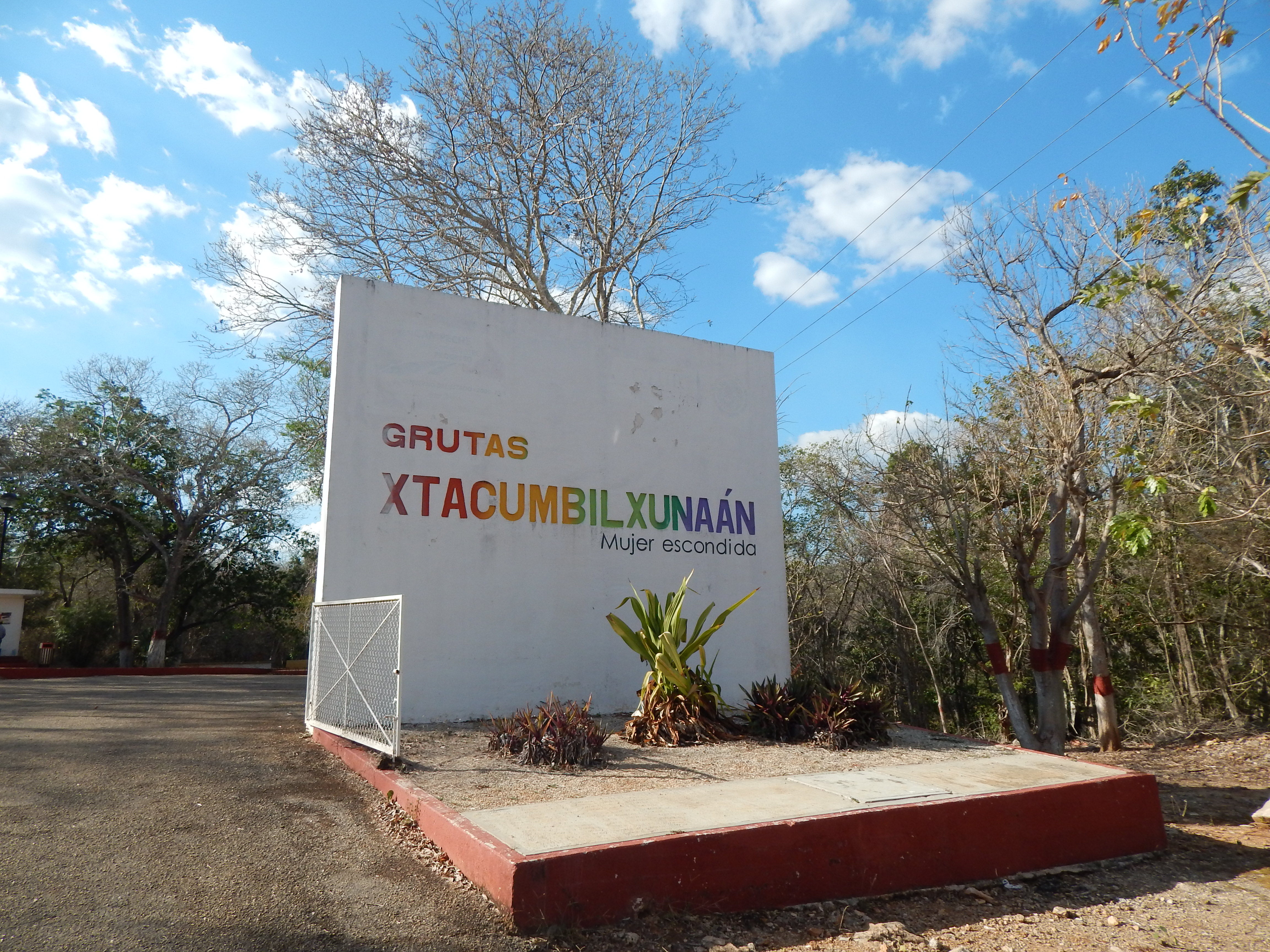
Grutas de Xtacumbilxunaán

Las grutas de Xtacumbilxunaán cuyo nombre en maya significa mujer escondida eran un lugar sagrado para ellos en México. Las grutas subterráneas cuentan con una extensión de 600 metros y tienen formaciones de estalagmitas y estalactitas.
Las grutas se encuentran cerca del pueblo de Bolonchen a 34km de la ciudad de Hopelchén. Para llegar se toma la carretera federal 261 en dirección a los Chenes y poco después está la desviación a las grutas.

## Localización
Las grutas de Xtacumbilxunaán se encuentran en el estado de Campeche en la península de Yucatán y colinda con Quintana Roo, Yucatán, Guatemala, Tabasco y el Golfo de México. Las grutas pertenecen al área llamada “Bolonchen” que es un asentamiento de la cultura maya.
Bolonchen se encuentra en el municipio de Hopelchén, exactamente a 159 metros de altura, a 120 kilómetros de la ciudad de San Francisco de Campeche y tiene cerca de 3975 habitantes.
Bolonchen fue una ciudad maya importante, y las ruinas de la ciudad se encuentran al norte de la población actual.
Bolonchen no tiene ríos u otro suministro superficial de agua, solamente las corrientes que fluyen por debajo de la tierra esto es por su terreno calizo. Los derrumbes que han ocurrido han creado cenotes y otros lugares subterráneos en los que se puede almacenar el agua de las corrientes.
Parte de Campeche pertenece a la zona norte de la cultura maya, que es característica por las tierras bajas de la península de Yucatán en donde sobresalen colinas de pequeña elevación y donde no hay ríos en la superficie, con un terreno permeable que permite que el agua se filtre y así se puedan crear cenotes y aguadas. Bolonchen pertenece a esta zona.

## Historia
En un pasado, las cuevas eran usadas para recolectar agua para la población maya por lo que era un lugar sagrado. Se sabe poco de ellas. Fueron investigadas por John Stephens en 1844 por primera vez, sin embargo, no se tienen grandes investigaciones hasta 1973 por Eric von Euw.

## Significado
El significado de “Bolonchen” proviene de dos palabras mayas, “bolon” que en español es nueve y “chen” que en español es pozo, por lo que “Bolonchen” significa “nueve pozos”. (Sánchez, 2017)
Mientras que “Xtacumbilxunaan” proviene del maya “tacun” que es “esconder” y xunaan” que es “señora”, por lo que se traduce como “mujer escondida”.

## Leyenda

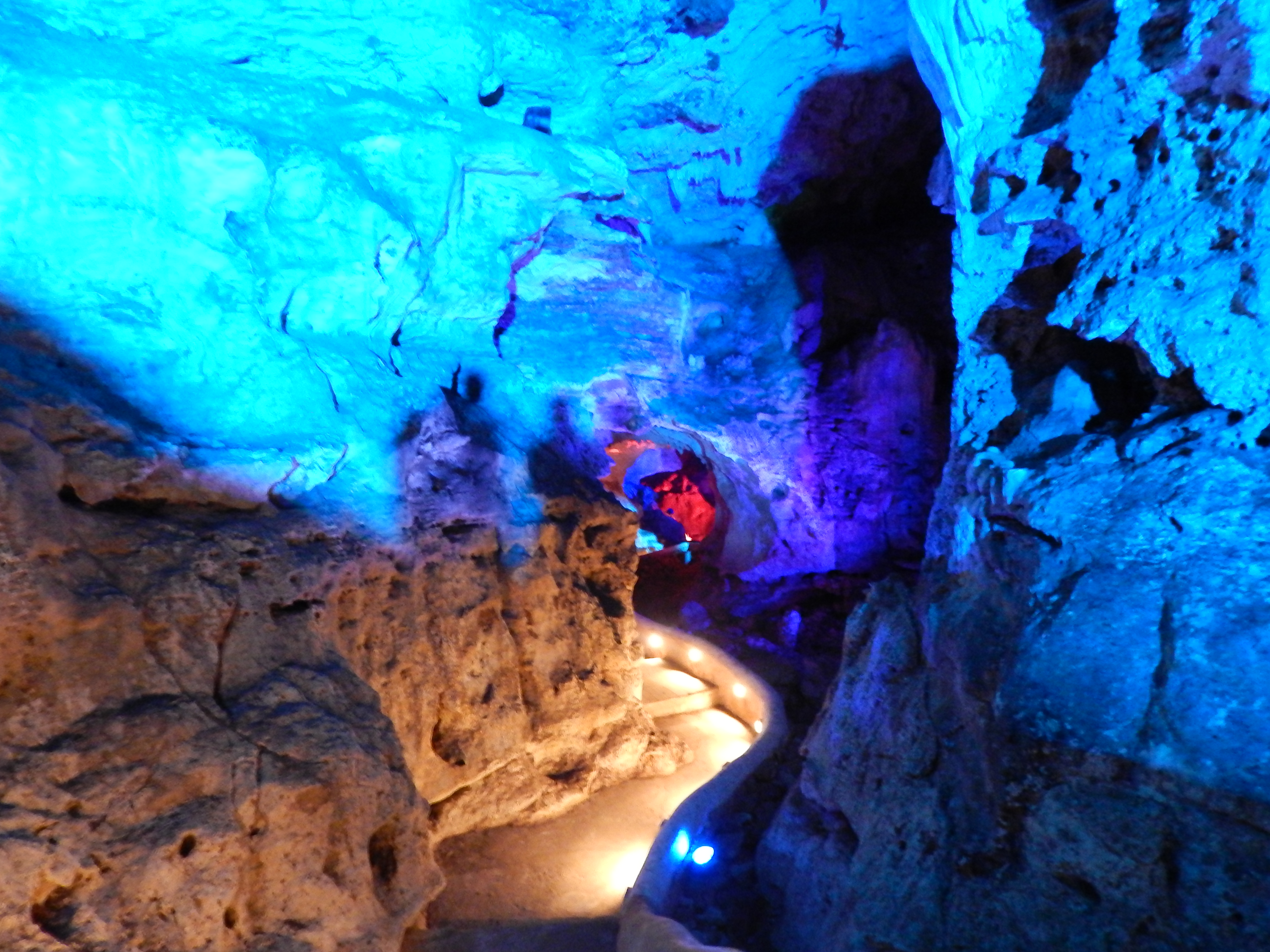
Gruta desde adentro

Se dice que Bolonchen era el centro de una población maya, la cual tenía una autoridad a la que le llamaban “Timot”, se dice que era una persona opresora, en cambio, su hija “Lol-Be” o flor de camino era una persona gentil.
Lol-Be un día al estar sola, recibió la visita de un apuesto y humilde hombre llamado Dzulin que pedía ayuda para su madre enferma. Lol-Be le dio dinero al extraño y decidió ir a ver a Xcau, la cual era una bruja curandera.
La madre de Dzulin murió al poco tiempo, pero él nunca olvidó la amabilidad de Lol-Be, por lo que la empezó a visitar y al poco tiempo estos dos se enamoraron profundamente. El padre de Lol-Be al escuchar acerca de Dzulin y su hija, decidió esconderla en una cueva, para que los dos enamorados no pudieran verse.
Dzulin comenzó a buscar a Lol-Be por todos lados, entonces fue cuando recordó que él le había regalado dos tortolinas y pensó que si las liberaba lo llevarían a ella. Los pájaros lograron encontrarla en las cuevas.
La mamá de Lol-Be advirtió a Dzulin sobre los seis ojos de agua en las cuevas y le dijo que el último estaba encantado, por lo que tenía que ser muy precavido para poderla rescatar. Al rescatar a Ll-Be, su madre antes de morir le reveló que hasta que ella viviera nadie le podría hacer daño, sin embargo, al morir la madre, Lol-be se convertiría en Xtacumbilxunaan (la mujer escondida) y sería parte de la naturaleza. Esto se cumplió y se dice que en la gruta aún habita Lol-Be y su gran amor.

## Datos históricos

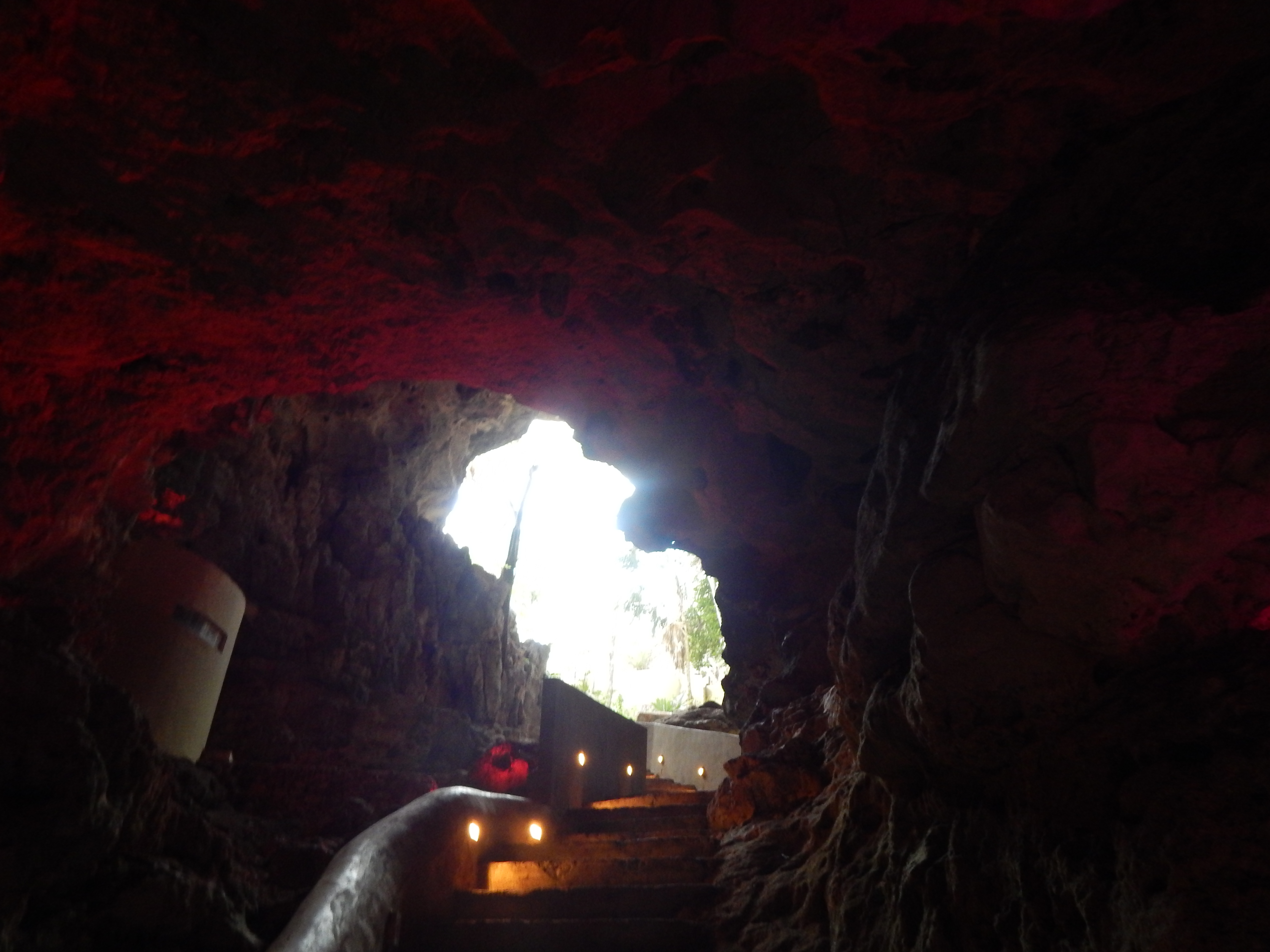
Entrada de la gruta

El norte de la península de Yucatán es una región en la que escasea el agua potable porque su suelo calizo hace que la que cae por lluvias se vaya al subsuelo. Por eso, el agua era un elemento sagrado para los mayas. Ellos al ver el problema de la escasez de agua, crearon un sistema de canalización y riego muy avanzado.
Ellos usaban los cenotes, las grutas y presas que para almacenar la mayor cantidad de lluvia, esa agua sería filtrada posteriormente. Algunas presas estaban conectadas a canales y en otros casos la recolección era directa. Por lo que, las grutas de Xtacumbilxunaán eran un lugar sagrado por ser un lugar en el que se almacenaba el agua para su futura recolección.